# Chiesa dei Santi Simone e Giuda (Borca di Cadore)
La chiesa dei Santi Simone e Giuda è la parrocchiale di Borca di Cadore, in provincia di Belluno e diocesi di Belluno-Feltre; fa parte della convergenza foraniale di Ampezzo-Cadore-Comelico.

## Storia
La prima citazione di una cappella a Borca di Cadore, filiale della pieve di San Vito di Cadore, risale al 1331.
Nel 1440 i fedeli del paese chiesero al patriarcato di Aquileia di ottenere l'autonomia rispetto alla matrice di San Vito, che all'epoca era difficile da raggiungere a causa della lontananza; la chiesa borchese divenne curaziale solo nel 1694.
Il 7 luglio 1737 la chiesa fu distrutta da una frana distaccatasi dal monte Antelao; quella nuova, disegnata dal tolmezzino Domenico Schiavi, venne iniziata il 22 luglio 1738, ultimata nel 1742 e consacrata il 10 agosto 1745 dal patriarca di Aquileia Daniele Dolfin.

## Descrizione

### Esterno
La semplice facciata a capanna della chiesa, che volge a nordovest, è delimitata alle estremità da due lesene angolari e presenta centralmente il portale d'ingresso, sormontato da un frontone spezzato e da una piccola nicchia, mentre in sommità è collocata una finestrella polilobata murata.

Sui prospetti laterali, al di sopra dei volumi aggettanti delle cappelle, si aprono invece delle finestre di forma semicircolare.
Annesso alla parrocchiale è il campanile a base quadrata; la cella presenta su ogni lato una monofora a tutto sesto dotata di balaustra ed è coronata dalla copertura a cipolla, poggiante sul tamburo ottagonale.

### Interno
L'interno dell'edificio si compone di un'unica navata, sulla quale si affacciano quattro cappelle laterali.
Qui sono conservate diverse opere di pregio, tra le quali la pala ritraente i Santi Simone e Giuda, eseguita da Pietro Antonio Novelli, la seicentesca statua della Madonna di Loreto, la tela con soggetto il Trionfo di Davide su Golia, forse dipinta da Gregorio Lazzarini, la pala dell'Adorazione dei pastori, attribuita ad Antonio Balestra, e l'organo, costruito da Gaetano Callido nel 1791.